# Kazuki Saito (fotbollsspelare född 1996)
Kazuki Saito (齋藤 和希 Saito Kazuki?), född 26 juli 1996 i Osaka prefektur, är en japansk fotbollsspelare.
Saito började sin karriär 2019 i Kataller Toyama.